# Fájlkezelő

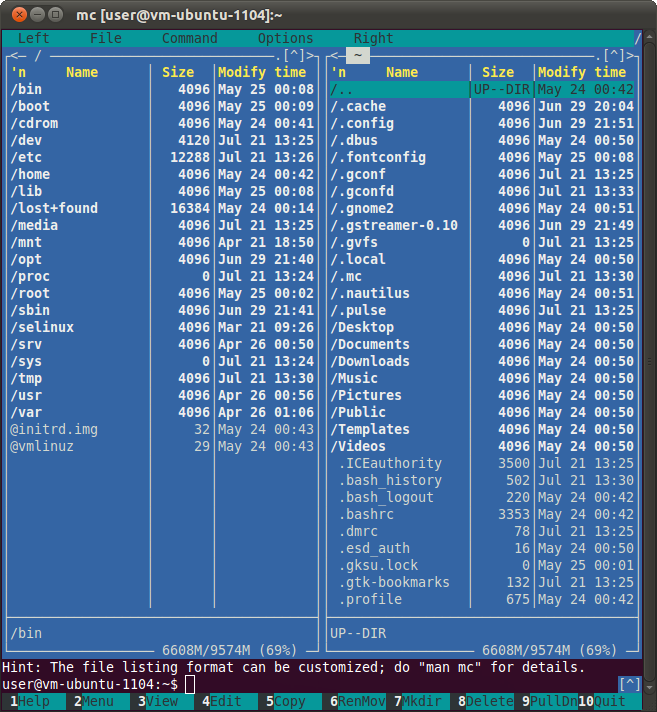
Midnight Commander

A fájlkezelő olyan program, amelynek fő feladata, hogy a fájlokkal (adatállományokkal) végzendő műveleteket (másolás, tömörítés, törlés stb.) megkönnyítse. Az operációs rendszer parancsokkal való vezérlésének kiváltására felhasználói felületet biztosít a fájlok és mappák kezeléséhez.
A fájlok vagy fájlcsoportok leggyakoribb műveletei a létrehozás, a megnyitás (például megtekintés, lejátszás, szerkesztés vagy nyomtatás), fájlok átnevezése, áthelyezése vagy másolása, törlése és keresése, valamint a fájlattribútumok, tulajdonságok és fájlengedélyek módosítása. A mappák és fájlok hierarchikus fában megjeleníthetők a könyvtárstruktúrájuk alapján. Egyes fájlkezelők olyan funkciókat tartalmaznak, amelyeket a webböngészők ihletnek, beleértve az előre és hátra navigációs gombokat is.

## Főbb változatai
- Kétpaneles „klasszikus” megoldások:
  - Midnight Commander
  - DOS Navigator – DOS/Linux alatt
  - Norton Commander – DOS alatt
  - Volkov Commander – DOS alatt
  - FAR manager – Windows alatt
  - Total Commander – Windows alatt
  - Tux Commander – Linux alatt (GTK)
  - Seksi Commander
  - Krusader – (Qt)
  - BeeSoftCommander Archiválva 2006. április 17-i dátummal a Wayback Machine-ben – (Qt)
  - scytha – Java
  - Unreal Commander
- Alternatívák:
  - X File Explorer – Windows Explorer-szerű
  - Endeavour Mark II – Windows Explorer-szerű
  - Vifm – Vi-szerű kezelés